# Valerie Mahaffey
Valerie Mahaffey   (Sumatra, 16 de juny de 1953 - Los Angeles, 30 de maig de 2025) va ser una actriu estatunidenca. Va començar la seva carrera protagonitzant la telenovel·la de l'NBC The Doctors (1979-1981), per la qual el 1980 va ser nominada al premi Emmy a la millor actriu de repartiment en una sèrie dramàtica.
El 1992, Mahaffey va guanyar el premi Primetime Emmy a la millor actriu secundària en una sèrie dramàtica pel seu paper a la sèrie dramàtica Northern Exposure de la CBS. Més tard va aparèixer en sèries de televisió com ara Wings, Desperate Housewives, Devious Maids, Young Sheldon i Dead to Me. Mahaffey també va aparèixer en diverses pel·lícules, com ara Senior Trip (1995), Jungle 2 Jungle (1997), En Jack i la seva germana bessona (2011) i Sully (2016). Pel seu paper a French Exit (2020) va rebre elogis de la crítica i una nominació al premi Independent Spirit.